# 제2차 마케도니아 전쟁
제2차 마케도니아 전쟁(이탈리아어: Second Macedonian War, 기원전 200년-기원전 197년)은 마케도니아의 필리포스 5세가 이끄는 마케도니아가 로마와 연합한 페르가몬과 로도스에 맞선 전쟁이다. 이 전쟁의 결과 필리포스는 그리스 남부, 트라키아와 소아시아의 모든 지배권을 상실하게 되었다. 로마는 개입 시기에, 마케도니아 왕국의 통치에 반대하여 ‘그리스의 해방’을 선언했다. 그러나 전쟁은 지중해 동부 문제에 대한 로마의 개입을 늘리는 중요한 단계를 가져왔고, 결국 로마에 의해 지중해 전 지역이 정복된다.

## 배경
기원전 204년, 이집트의 프톨레마이오스 4세 필로파토르가 사망하면서, 여섯 살 아들 프톨레마이오스 5세가 왕위를 승계했다. 마케도니아의 필리포스 5세와 셀레우코스 제국의 안티오쿠스는 어린 왕을 이용하여 프톨레마이오스의 영토를 차지하기로 결정했다. 그들은 관심 분야를 정하는 비밀 협약을 맺었다. 필리포스는 먼저 트라키아와 다르다넬스 근처의 그리스 독립 도시 국가에 관심을 돌렸다. 키오스와 같은 도시를 차지하는데 성공한 그는 이 지역에 관심을 가지고 있는 로도스와 페르가몬을 경계했다.
기원전 201년, 필리포스는 소아시아에서 작전을 펼쳤다. 프톨레마이오스 도시 사모스를 포위하고 밀레토스를 함락시켰다. 이것은 로도스와 페르가몬을 또 다시 당황하게 했고, 필리포스는 후자의 영토를 초토화시킴으로써 응대했다. 그후 필리포스는 카리아를 침공했지만, 로도스와 페르가몬은 바르킬리아에서 함대를 성공적으로 봉쇄하는데 성공했다. 필리포스 군은 보급이 제대로 되지 않는 나라에서 겨울을 보낼 수 밖에 없었다.
이 시점에서, 우위를 점하고 있기는 했지만, 여전히 필리포스를 두려워하던 로도스와 페르가몬은 지중해에서 강력한 국가로 빠르게 부상하고 있던 로마에게 지원을 요청했다.

## 로마의 관심
로마는 카르타고와의 제2차 포에니 전쟁에서 승리를 거두었다. 당시까지 로마는 지중해 동부 문제에 관심을 거의 기울이지 않았다. 필리포스 5세에 대항한 제1차 마케도니아 전쟁은 일리리아 문제에 관한 것이었으며, 기원전 205년에 〈포이니케 조약〉에 의해 해결되었다. 필리포스의 당시 트라키아와 소아시아에서의 움직임은 로마 공화정에 직접적으로 관련되어 있다고 말하기는 어려웠다. 그럼에도 불구하고 로마는 로도스와 페르가몬의 요청을 받아들여 그리스 문제를 조사하기 위해 세 명의 특사를 파견했다. 이들 특사는 아테네에 도착할 때까지 필리포스와 전쟁을 해야 할 이유를 거의 찾지 못했다. 여기에서 그들은 페르가몬의 아탈로스 1세와 로도스의 외교관을 만났다. 동시에, 아테네는 마케도니아에 전쟁을 선포했고, 필리포스는 아티카에 군대를 보내 침략했다. 로마 특사는 마케도니아 장군과 회담을 열어 마케도니아에 그리스 도시들을 평화롭게 남겨두라고 촉구했다. 아테네, 로도스, 페르가몬, 아이톨리아 동맹을 로마 동맹국으로 선택하고 마케도니아의 영향력을 배제하고, 최근 전쟁으로 인한 피해를 조절하고자 했다. 마케도니아 장군은 아테네 영토에서 철수하고, 로마의 최후통첩을 필리포스 왕에게 건냈다.
가까스로 봉쇄를 피해 자국으로 돌아간 필리포스는 로마의 최후통첩을 거부했다. 그는 아테네에 대한 공격을 재개하고, 중요한 도시인 아디두스를 포위하면서 다르다넬스에서 또 다른 군사행동을 시작했다. 기원전 200년 가을, 이곳에 로마 특사가 2차 최후통첩을 보냈다. 특사는 그리스 국가를 공격하거나 프톨레마이오스의 영토를 점령하지 말 것과 로도스와 페르가몬과 중재를 하라고 촉구했다. 대사가 2차 최후통첩을 필리포스에게 전달함으로써 로마가 필리포스와 전쟁을 할 의도를 명확히 했고, 동시에 로마 군대가 일리리아에서 상륙하고 있음을 분명했다. 필리포스가 로마와 서명한 평화 협정 중 어느 것도 위반한 것이 없다는 필리포스의 항의는 무의미한 것이었다.
폴리비우스에 따르면 아비두스를 포위 공격할 때, 필리포스는 참을성이 없어졌고 전한다. 포위된 사람들에게 전언을 보내 성이 함락될 것이며 자살하거나 항복하기를 원한다면 3일의 시간을 주겠다고 전했다. 시민들은 즉각 도시의 모든 여성과 아이들을 죽이고, 귀중품을 바다에 던지며 마지막 사람까지 싸웠다. 이 이야기는 필리포스가 그리스의 도시 정복을 통해 마케도니아의 힘과 영향력을 확대하려는 노력을 하면서 이 기간에 벌어온 잔학 행위에 대한 악명을 증명한다.

## 전쟁
필리포스는 그리스에서 활동적인 동맹이 거의 없었으나, 로마에 대한 환상도 거의 없었다. 그리스인들은 제1차 마케도니아 전쟁 때 로마군의 잔인함을 기억하고 있었다. 대부분의 도시 국가들은 전쟁이 어느 방향으로 진행되었는지를 기다리며 관망하는 정책을 취했다. 처음 2년 동안 로마는 그다지 큰 활약을 펼치지 못했다. 푸블리우스 술피키우스 갈바는 필리포스에게 거의 전진하지 못했고, 그의 후계자인 푸블리우스 빌리우스는 부하들의 반란을 처리해야 했다. 기원전 198년, 빌리우스는 티투스 퀸크티우스 플라미니누스에게 명령권을 넘겼고, 그는 매우 다른 종류의 장군이었다.
플라미니누스는 채 30세가 되지 않았으며, 스스로 열렬한 친 그리스파(필헬레니즘)로 공표할 정도였다. 그는 전쟁 승리를 위한 새로운 로마 정책을 도입했다. 그때까지 로마는 필리포스에게 그리스 남부 도시들을 공격하는 말 것을 요청했을 뿐이었다.(‘그리스의 평화’) 이제 플라미니누스는 자신을 제한하고 있는 남부 그리스 도시에서 모든 수비대를 철수시키고 자신을 마케도니아(‘그리스인을 위한 자유’)에 국한시켜야한다고 요구했다.
기원전 198년, 플라미니누스는 필리포스를 상대로 강력한 작전을 벌여 테살리아에서 물러나도록 했다. 전통적으로 마케도니아에 우호적이었던 아카이아 동맹의 도시들은 그때까지 스파르타와의 전쟁으로 당시의 제2차 마케도니아 전쟁에 참여하기에는 너무 빠듯했다. 필리포스를 상대로 한 로마의 성공은 그들에게 친 마케도니아적인 입장을 포기하게 했다. 아르고스의 옛 아르가이 왕조(Argead dynasty) 출신의 아르고스인들과 같은 일부 다른 사람들은 여전히 친 필리포스 입장을 견지했다.
필리포스는 평화 조약을 맺겠다는 적극적 의지를 표했지만, 로마에서 선거가 진행되는 결정적인 시기에 플라미니누스에게 제의를 했다. 플라미니누스는 전쟁을 종식시키겠다는 열의가 있었지만, 사령관이 연장될 지는 미지수였다. 선거의 결과를 기다리는 동안 그는 필리포스와 협상을 진행하기로 결정했다. 로마로 소환되어야 한다면 마케도니아와 빠른 평화 협정을 맺을 것이 낫겠다고 생각한 것이다. 반면에 사령관직이 연장된다면, 그는 협상을 중단하고 필리포스에 대한 전쟁을 재개하기로 결정했다. 기원전 198년 11월 플라미니누스와 필리포스는 로크리스의 니케아에서 만났다. 진행 절차를 연장하기 위해 플라미니누스는 모든 동맹국들이 협상에 참여해야 한다고 주장했다. 플라미니누스는 필리포스가 그리스 전역에서 철수해야한다는 요구를 되풀이했다. 트라키아와 소아시아에서 정복한 모든 것을 포기할 준비를 마친 필리포스는 이 협상을 오래 끌 수 없었다. 플라미니누스는 문제는 고집을 피우고 있는 그리스 도시 국가들이라고 필리포스를 설득하여, 로마 원로원에 특사를 파견해야 한다고 제안했다. 필리포스는 그의 충고를 따랐지만 플라미니누스는 자신의 사령관직이 연장된 것을 알게 되었다. 그리고 로마에 있는 그의 친구들이 마케도니아와의 협상에 성공적으로 개입하여 전쟁을 지속할 수 있게 된 것도 알게 되었다.
사태는 로마가 원하는대로 진행되었고, 아카르나니아를 제외하고 필리포스의 몇 되지 않는 동맹들도 그를 포기했다. 필리포스는 용병군 25,000명으로 군대를 일으킬 수 밖에 없었다. 티투스의 군대는 아오우스에서 필리포스와 격돌하여 승리를 거두었다. 그러나 결정적인 전투는 기원전 197년 6월 테살리아의 〈키노스케팔라이 전투〉에서 플라미니누스의 군대가 필리포스의 마케도니아 팔랑스를 물리친 것이었다. 필리포스는 로마의 조건대로 평화조약을 진행해야 했다.

## 플라미니누스의 평화
정전이 선언되고, 템페 골짜기에서 평화 협상이 시작되었다. 필리포스는 그리스에서 완전히 철수하고, 그가 정복한 트라키아와 소아시아 땅을 포기하기로 동의했다. 아이톨리아 동맹 내부의 플라미니누스 동맹국 또한 필리포스에 대항한 자신의 영토 주장을 했지만 플라미니누스는 이를 거부했다. 이 조약은 비준을 받기 위해 로마로 보내졌다. 원로원은 자체 조항을 추가했다. 필리포스는 전쟁 배상금을 지불하기로 했고, 해군은 항복했다. (군대는 손대지 않았지만) 기원전 196년 마침내 평화 조약이 체결되었으며, 그해 개최된 이스트미아 제전에서 플라미니누스는 제전에 참석하여 기뻐하는 그리스 대중에게 ‘그리스인들의 자유’를 선포했다. 그럼에도 불구하고 로마는 마케도니아가 차지했던 전략 도시(코린트, 할키스, 데메트리아스)에 주둔군을 유지했고, 기원전 194년까지 군대를 완전히 철수시키지 않았다.

## 같이 보기
- 플루타르코스

## 참고 자료
- Will, Edouard, L'histoire politique du monde hellénistique (Editions du Seuil, 2003 ed.), Tome II, pp. 121–178.
- Green, Peter, Alexander to Actium, the historical evolution of the Hellenistic Age, 1993, pp. 305–311.
- Polybius, Histories XVI
- Kleu, Michael, Die Seepolitik Philipps V. von Makedonien, Bochum, Verlag Dr. Dieter Winkler, 2015.